# BKS Air Transport
BKS Air Transport war eine britische Charter- und Linienfluggesellschaft, die Ende 1953 aus der Umbenennung der B.K.S. Aero Charter entstand. Am 1. November 1970 wurde das Unternehmen in Northeast Airlines umbenannt und als Tochtergesellschaft von British European Airways Ende März 1976 vollständig in die zwischenzeitlich entstandene British Airways integriert.

## Geschichte

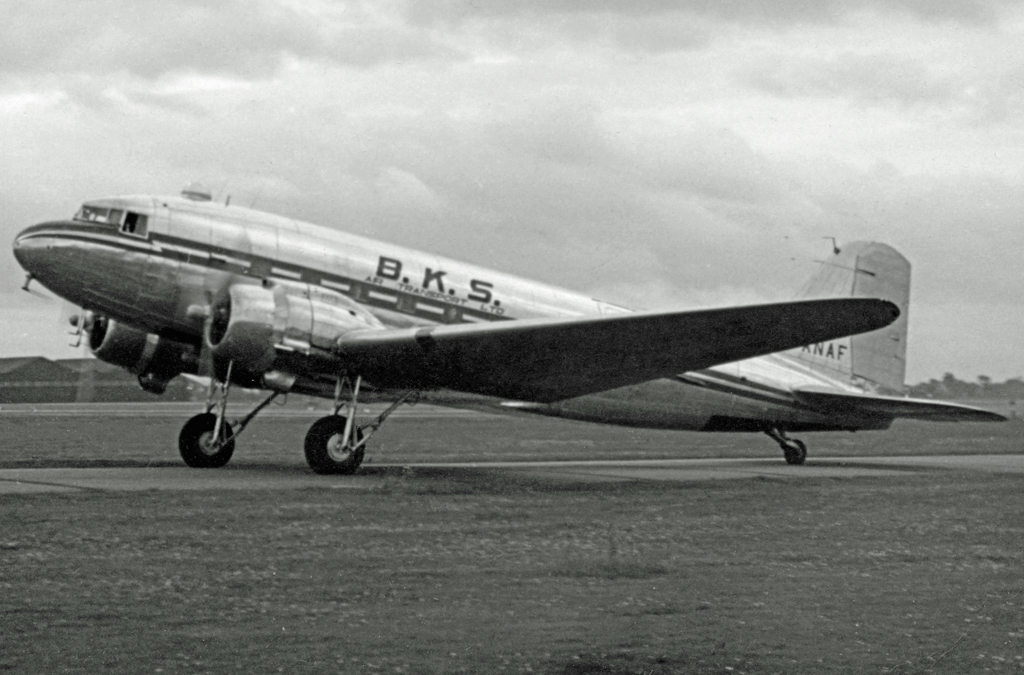
Douglas DC-3 der BKS, Manchester 1954

Ursprünglich wurde die Gesellschaft am 7. Februar 1952 als B.K.S. Aero Charter gegründet, benannt nach dem Anfangsbuchstaben ihrer Gründer James Barnby, T D 'Mike' Keegan und Cyril Stevens.
Die Gründer sowie Flugkapitän J. P. Falconer hatten beim Verlassen ihrer früheren Firma Crewsair statt Barauszahlungen eine Douglas DC-3 mitnehmen können, mit der sie bereits am Gründungstag einen Frachtcharterflug mit Vieh vom Flughafen Southend-on-Sea nach Mailand und Florenz durchführen konnten. Weitere Charterflüge mit Schiffsbesatzungen oder Maschinen fanden auch in weit entfernte Ziele wie Singapur und Aden statt.
Nachdem die einzige Maschine bereits im April verkauft wurde, beschaffte man zunächst eine gebrauchte Avro Anson und zwei andere DC-3 aus dem Bestand der Royal Air Force.
Während des Folgejahres 1953 wurden drei weitere Douglas DC-3 beschafft. Damit wurden auch erste IT-Charterflüge für einen Reiseveranstalter zwischen Southend und Korsika durchgeführt. Passagiercharterflüge wurden sogar bis nach Karatschi (Pakistan) durchgeführt. Außerdem beförderte BKS Fracht innerhalb Europas sowie in den Nahen und Mittleren Osten.
Am 18. Mai 1953 nahm die Gesellschaft ihren ersten Inlands-Liniendienst zwischen Hartlepool bei Newcastle und Northolt (London) auf.
Um die Erweiterung von der Charter- zur Linienfluggesellschaft zu verdeutlichen, wurde B.K.S. Aero Charter am Jahresende 1953 in BKS Air Transport umbenannt.
Gegen Ende 1954 begann British European Airways (BEA) damit, ihre enorm große Flotte von 73 Vickers Viking zu verkleinern und Teile davon auf dem Gebrauchtflugzeugmarkt anzubieten. Die Geschäftsleitung von BKS betrachtete diesen Flugzeugtyp als ideal für ihren Charterflugbetrieb, während die DC-3 die Linienflüge weiterführen sollten. Am 16. Dezember 1954 stieß die erste von vier Vickers Viking zur Flotte, die kurz danach ihren ersten Einsatz auf einem Zeitungstransportflug von Southend nach Hannover absolvierte. Über die Weihnachtsfeiertage und Neujahr wurde das Flugzeug vom Verteidigungsministerium gemietet, um Soldaten und ihre Angehörigen von ihren Basen in Deutschland nach Großbritannien zu befördern. Im Jahr 1955 kamen neben drei weiteren Vikings zwei ebenfalls gebrauchte Airspeed Consul zur Flotte. Eine davon (Luftfahrzeugkennzeichen G-AGON) wurde jedoch nicht im Flugbetrieb eingesetzt, sondern diente nur als Ersatzteilspender.
Am 16. November 1956 begann eine Luftbrücke zur Evakuierung von Flüchtlingen nach dem Ungarischen Volksaufstand. Aus Linz und Wien wurden von BKS mit Vickers Vikings zu Selbstkosten in 13 Flügen über 500 Flüchtlinge zum Flughafen Blackbushe bei London geflogen, teils auch nach Southend und Luton. Da die Treibstoffversorgung in Linz meist nicht funktionierte, wurde bereits auf dem Hinflug in Frankfurt für den Rückweg getankt. Die Luftbrücke endete am 14. Dezember 1956.
Im Jahr 1957 wurde die Tochtergesellschaft B.K.S. Air Survey gegründet. Sie übernahm die Durchführung von Luftaufnahmen und Vermessungsflügen von der Muttergesellschaft. Eingesetzt wurden wechselnde Douglas DC-3, fünf Airspeed Consul, zwei Avro Anson und verschiedene einmotorige Flugzeuge.
Als British European Airways (BEA) damit begann, auch ihre Flugzeuge des Typs Airspeed Ambassador zu verkaufen, erwarb BKS im Juli 1957 die erste von später insgesamt 5 Ambassador, die ebenso wie beim Erstbetreiber BEA als Elizabethan bezeichnet wurden. BKS gehörte damit zu den wenigen Nutzern dieses in nur 23 Exemplaren gebauten Mittelstreckenflugzeugs. Am 9. August 1957 wurde die erste Maschine auf der Strecke von Newcastle nach Dublin erstmals eingesetzt und löste dort die DC-3 ab. BKS rüstete ihre Ambassadors auf 55 leichtere Sitze um und konnte dadurch das Leergewicht um rund 360 Kilogramm reduzieren.
Die drei verbliebenen Vickers Viking wurden 1957 verkauft, eine davon an die Deutsche Flugdienst als D-AHAF am 27. Januar 1957. Die anderen beiden Vickers Viking wurden an Continental Air Services verkauft, die letzte davon am 3. Dezember 1957 übergeben.
Ihre erste Bristol 170 Freighter erhielt BKS am 17. Oktober 1958. Die Maschine wurde am 15. Dezember in Dienst gestellt, zunächst für einen Vertrag mit Vauxhall Motors zur Beförderung von Autos und Ersatzteilen von Luton nach Belfast. Auf dem Rückweg wurde meist frisches irisches Gemüse transportiert. Weitere Frachtlinien entstanden nach Belfast, Cardiff, Dublin, Düsseldorf, Leeds, London, Newcastle und Rotterdam. Außer Transportflügen mit Obst, Gemüse und Vieh wurde auch der lukrative Markt des Rennpferd-Transports erschlossen. Die Flotte umfasste im Lauf der Zeit vier Maschinen dieses Typs.
Schon ab 1959 wurden Bristol 170 zum Transport von Raketen des Typs Black Knight vom Hersteller Saunders-Roe auf der Isle of Wight bis nach Woomera in Australien genutzt. Dafür wurde in den Nasenklappen ein Zusatztank mit 455 Litern Kapazität eingebaut. Die normale Treibstoffkapazität von 4255 Litern wurde dadurch um rund 10 % erhöht. Die Streckenführung verlief über die Philippinen und Neuguinea; der Flug dauerte 12 Tage, was bei einer Reisegeschwindigkeit von 141 Knoten (262 km/h) und einer durch den Zusatztank vergrößerten Reichweite von gerade einmal 550 NM (1020 Kilometern) nicht verwunderlich ist.
Als sich zeigte, dass andere Fluggesellschaften große Erfolge mit „Fährflügen“ hatten, bei denen Personenwagen und ihre Insassen von Großbritannien nach Kontinentaleuropa oder Irland befördert wurden, begann auch BKS, sich an diesem Geschäft zu beteiligen. Die erste Strecke wurde mit zwei Bristol 170 von Liverpool nach Dublin am 25. April 1960 eröffnet. Am Ende der ersten Fährflugsaison im Herbst 1960 waren bis zu zehn Flüge am Tag durchgeführt worden.
Am 29. Mai 1961 wurde die erste viermotorige Turboprop-Maschine des Typs Vickers Viscount geliefert, zunächst noch gemietet, und am 3. Juni in Dienst gestellt für einen Charterflug von Southend nach Dijon. Am 6. Juni wurde sie erstmals auf der Stammstrecke von Newcastle nach London eingesetzt. Schon im selben Jahr konnten die drei nun vorhandenen Viscounts auch auf Urlauberflügen nach Perpignan und Palma de Mallorca genutzt werden. Damit wurde der Grundstein für eine im Laufe der Jahre insgesamt 20 Flugzeuge umfassende Flotte von Viscounts gelegt. Allerdings wurden zum Jahresende 1961 alle drei Maschinen an die Eigentümer zurückgegeben. Erst 1966 kamen wieder Viscounts zur Flotte, zunächst auf von Leeds ausgehenden Strecken.

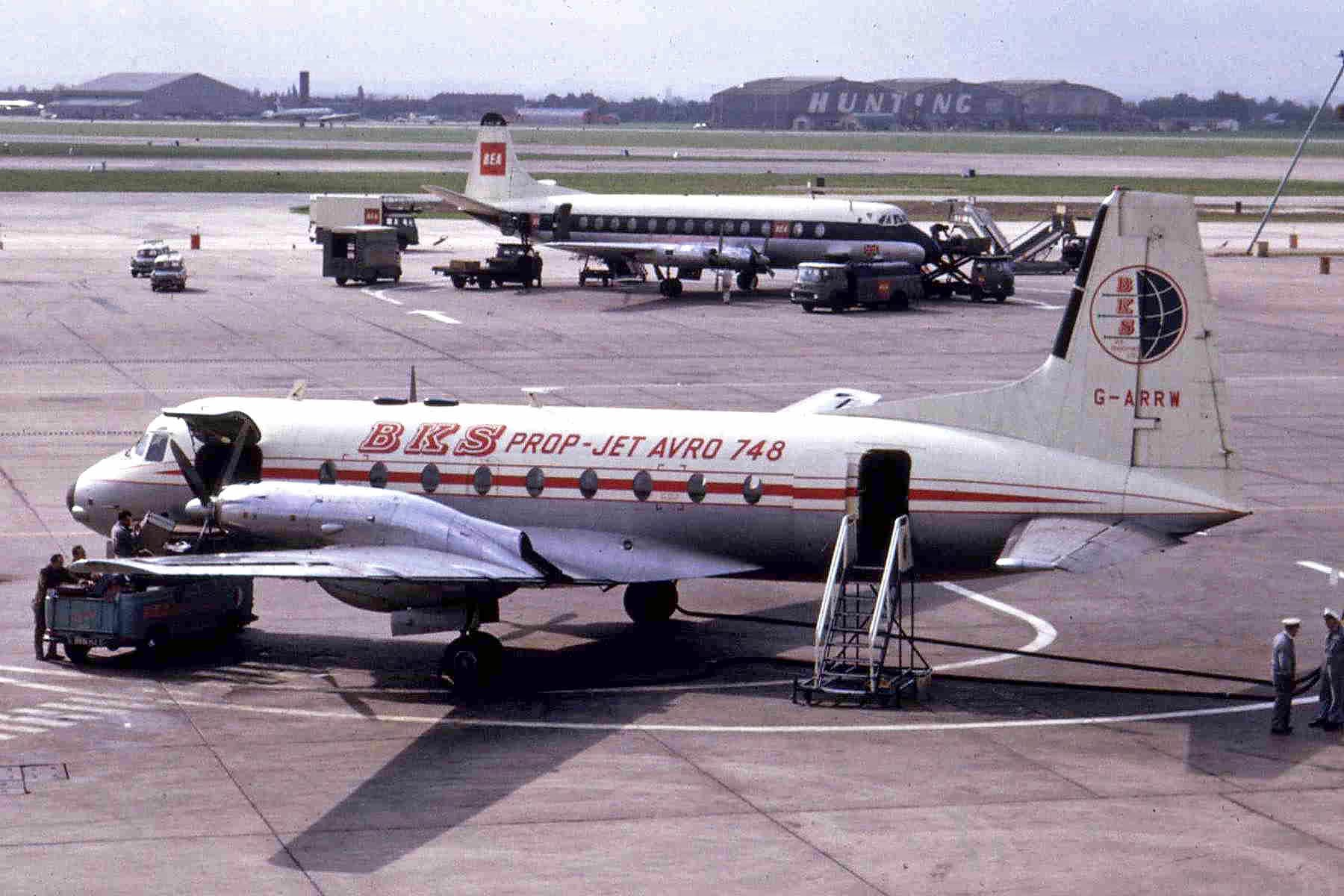
Hawker-Siddeley HS 748 der BKS, London-Heathrow 1954

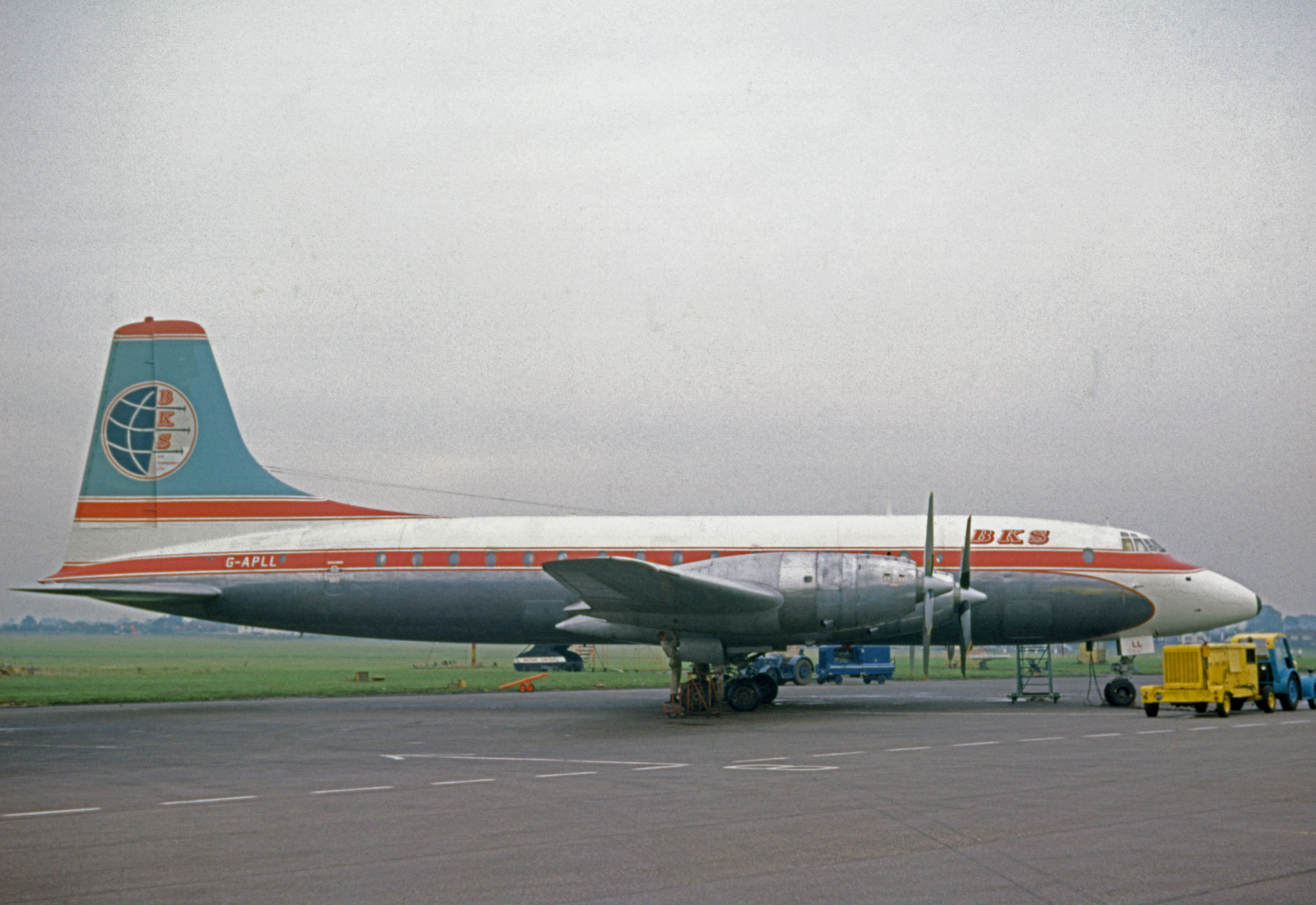
Bristol Britannia der BKS, Southend 1956

Am 1. Oktober 1962 wurde die erste (gemietete) Hawker-Siddeley HS 748 (Avro 748) in Betrieb genommen. Im Februar 1965 erhielt BKS die erste von zwei fabrikneuen Maschinen desselben Typs. Die HS 748 löste ab dem 1. Oktober 1962 zunächst die Douglas DC-3 auf der Strecke Leeds–London ab, die am 3. Oktober 1960 eröffnet worden war. Die Umstellung auf den schnelleren und komfortableren Flugzeugtyp führte in sehr kurzer Zeit zu einer Verdoppelung der Passagierzahlen und einem Ladefaktor von 80 % auf dieser Strecke. Der letzte Einsatz einer HS 748 erfolgte im März 1968.
Der damals mit Abstand größte Flugzeugtyp der BKS Air Transport, die mit vier Turboprop-Triebwerken ausgestattete Bristol Britannia, wurde am 24. April 1964 erstmals auf Passagierdiensten in Betrieb genommen. Insgesamt wurden vier Britannias eingesetzt.
Am 10. Juni 1964 wurde ein Kooperationsabkommen mit der staatlichen British European Airways (BEA) abgeschlossen, das zur Übernahme von zunächst 30 % des Kapitals der BKS durch BEA führte; der Anteil wurde im November 1966 auf 50 % erhöht. Eine Ambassador wurde im November 1964 zum Frachtflugzeug umgerüstet, gefolgt von zwei weiteren im Oktober 1967.
Die letzte Bristol 170 wurde am 4. April 1965 außer Dienst genommen und abgestellt. Sie wurde im März 1966 an die irische Aer Turas verkauft.
Am 14. September 1967 wurde BKS Air Transport dann vollständig von BEA übernommen, behielt jedoch zunächst ihre Identität bei.
Der letzte Flug einer Airspeed Ambassador im Passagierdienst fand am 31. Oktober 1967 statt. Dieser Typ blieb aber noch bis Oktober 1969 als Frachter im Einsatz. Die letzte DC-3 wurde ebenfalls 1967 außer Dienst gestellt.
Im Sommer 1968 wurden von BEA gleich sechs Viscount der größeren Baureihe 800 übernommen.
Das erste Strahlflugzeug des Typs Hawker Siddeley HS-121 Trident wurde am 4. Februar 1969 fabrikneu geliefert. Am 1. April erfolgte die Betriebseinführung des Typs zwischen London und Newcastle. Die zweite Maschine wurde am 9. April 1969 erstmals eingesetzt, und zwar auf einem Charterflug von Newcastle nach Palma de Mallorca.
Am 30. September 1969 wurde die Gründungsbasis in Southend geschlossen; die Tätigkeitsschwerpunkte hatten sich mittlerweile nach Newcastle sowie London-Heathrow verlagert.
Bis Oktober 1970 führte das Unternehmen seine Flüge noch unter dem eigenen Namen durch. Am 1. November desselben Jahres wurde es in Northeast Airlines umbenannt.
Diese wurde zunächst noch als Tochtergesellschaft von British European Airways (BEA) geführt, jedoch am 31. März 1976 vollständig in die neuen Muttergesellschaft British Airways integriert.

## Flugziele
Linienstrecken wurden 1954 von Leeds, Newcastle und Southend zu den britischen Inseln Jersey, zur Isle of Man sowie zur Isle of Wight eröffnet, ebenso wie die erste regelmäßige internationale Flugverbindung zwischen Southend und Ostende. Im selben Jahr fanden Charterflüge unter anderem nach Basel, Lourdes und Paris sowie über Korsika nach Mallorca statt.
Darüber hinaus führte BKS Zeitungstransporte nach Deutschland und militärische Charterflüge für die Royal Air Force durch.
In den nächsten Jahren wurde der Flughafen Newcastle zur wichtigsten Basis der Gesellschaft, während die Aktivitäten in Southend allmählich zurückgingen. Von Newcastle aus wurden die meisten Routen beflogen, unter anderem ab 1956 auch eine Linienstrecke nach Düsseldorf.
Am 1. April 1957 nahm BKS als erste private britische Fluggesellschaft eine Linienverbindung nach Dublin auf; ab dem 9. August 1957 kamen auch Maschinen des Typs Airspeed Ambassador zum Einsatz.
Im Sommerflugplan für 1963 bot BKS von Leeds, London und Newcastle aus internationale Linienflüge nach Amsterdam, Basel, Bergen, Biarritz, Bilbao, Dublin, Düsseldorf, Ostende und Stavanger an.
In der Wintersaison 1967/68 wurden mit Vickers Viscount auch entferntere Urlaubsziele angeflogen. Dazu zählten Sevilla, Lissabon, Marrakesch sowie Las Palmas und Teneriffa auf den Kanarischen Inseln.
Während des Sommers 1968 konnte BKS Aufträge für ihre ersten Inclusive-Tour-Charterflüge erringen. Im Auftrag des 1912 gegründeten Reiseveranstalters Wallace Arnold wurden Urlauberflüge von Leeds nach Rimini, Ibiza, Gerona, Barcelona und Palma de Mallorca durchgeführt.

## Flotte

### Flotte bei Betriebseinstellung
Bei ihrer Namensänderung 1970 hatte BKS Air Transport folgende Flugzeugtypen im Einsatz:
- 4 × Bristol Britannia (vorübergehend eingelagert)
- 2 × Hawker Siddeley Trident
- 6 × Vickers Viscount

### Zuvor eingesetzte Flugzeuge
Vorher setzte BKS Air Transport auch folgende Flugzeugtypen ein:
- Airspeed Ambassador
- Airspeed Consul
- Auster 5, Auster 4
- Avro Anson
- Hawker-Siddeley HS 748 (Avro 748)
- Bristol 170
- Douglas DC-3
- Fairchild F 24 Argus
- Miles Gemini
- Vickers Viking

## Basisdaten
Im Jahr 1952 wurden mit den DC-3 insgesamt 483.700 Nutzlastkilometer geflogen und 3.750 Passagiere befördert.
Am Ende des Jahres 1953 waren 50 Mitarbeiter beschäftigt, davon 9 Flugkapitäne. Bei einem Nutzladefaktor von 65 % wurden 7717 Passagiere befördert.
Im Jahr 1954 beförderte die Gesellschaft schon 11.235 Passagiere.
Im Jahr 1959 beförderte die Gesellschaft mehr als 69.000 Passagiere bei einem Nutzladefaktor von 61 % auf den Inlandsstrecken.

## Zwischenfälle
Von der Gründung 1952 bis zum Übergang in Northeast Airlines 1970 kam es bei BKS Air Transport zu 4 Totalschäden von Flugzeugen. Bei zwei davon kamen zehn Menschen ums Leben. Vollständige Liste:
- Am 17. Oktober 1961 wurde eine Douglas DC-3/C-47B-35-DK der BKS Air Transport (Luftfahrzeugkennzeichen G-AMVC) 8,5 nautische Meilen (knapp 16 Kilometer) südöstlich des Zielflughafens Carlisle (England) auf einem Überführungsflug von Leeds in wolkenverhangene Hügel geflogen. Das Wetter war außerdem regnerisch mit starkem Wind. Bei diesem CFIT (Controlled flight into terrain) wurden alle 4 Besatzungsmitglieder getötet, die einzigen Insassen.[33]

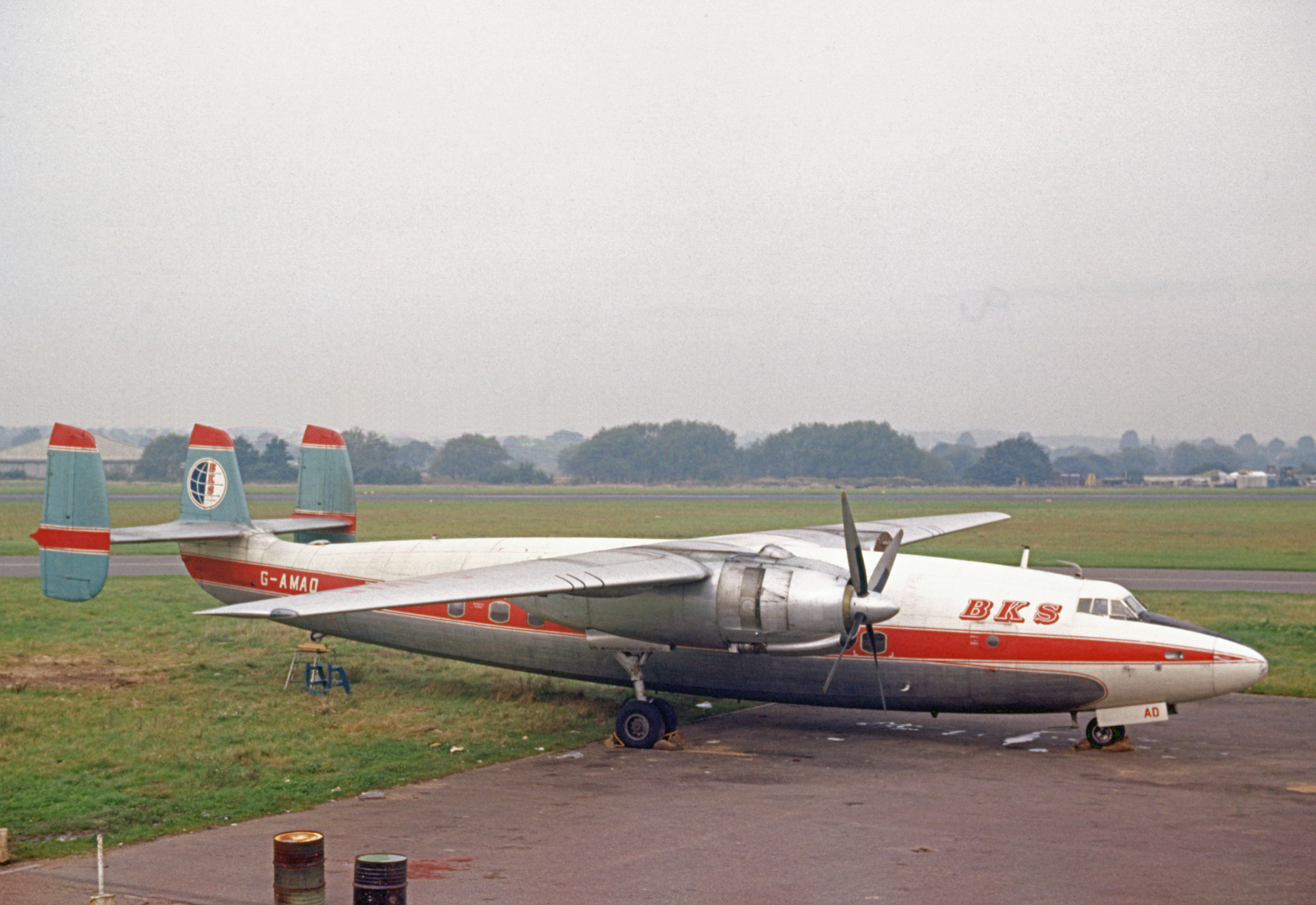
Diese zum Pferdetransporter umgebaute Airspeed Ambassador (G-AMAD) verunglückte 1968 bei der Landung in London-Heathrow

- Am 9. April 1963 kam es bei einer Avro Anson (G-ALXH) der BKS Air Survey kurz nach dem Start in Leeds zur Rauchentwicklung im Flugzeug und einem Motorschaden. Beim Versuch einer Außenlandung kollidierte das Flugzeug mit einer Hochspannungsleitung, schlug auf und musste als Totalverlust abgeschrieben werden. Die drei Insassen überlebten den Unfall.[34][26]

- Am 3. Juli 1968 verunglückte eine Airspeed Ambassador (G-AMAD) bei der Landung auf dem Flughafen London-Heathrow. Das Frachtflugzeug transportierte acht Pferde aus Deauville. Kurz vor dem Aufsetzen fuhr die Landeklappe an der linken Tragfläche aufgrund von Materialermüdung ein, was eine unkontrollierbare Rollbewegung auslöste. Das Flugzeug brach nach links aus, wobei die Tragflächenspitze Bodenberührung bekam. Die Maschine kollidierte mit zwei abgestellten Hawker Siddeley HS-121 Trident und einer Vickers Viscount der BEA und prallte danach gegen ein Terminalgebäude. An Bord der Frachtmaschine befanden sich drei Besatzungsmitglieder und fünf Pferdebegleiter, von denen insgesamt nur zwei den Unfall überlebten (siehe auch BKS-Air-Transport-Flug 6845).[35]

- Am 26. Juli 1969 brach das Bugfahrwerk einer Airspeed Ambassador (G-ALZR) bei der Landung auf dem Flughafen London-Gatwick. Aufgrund der Schadenshöhe wurde das Frachtflugzeug als Totalverlust verbucht; die acht an Bord befindlichen Personen wurden nicht verletzt.[36]